# 샤오싱안링산맥

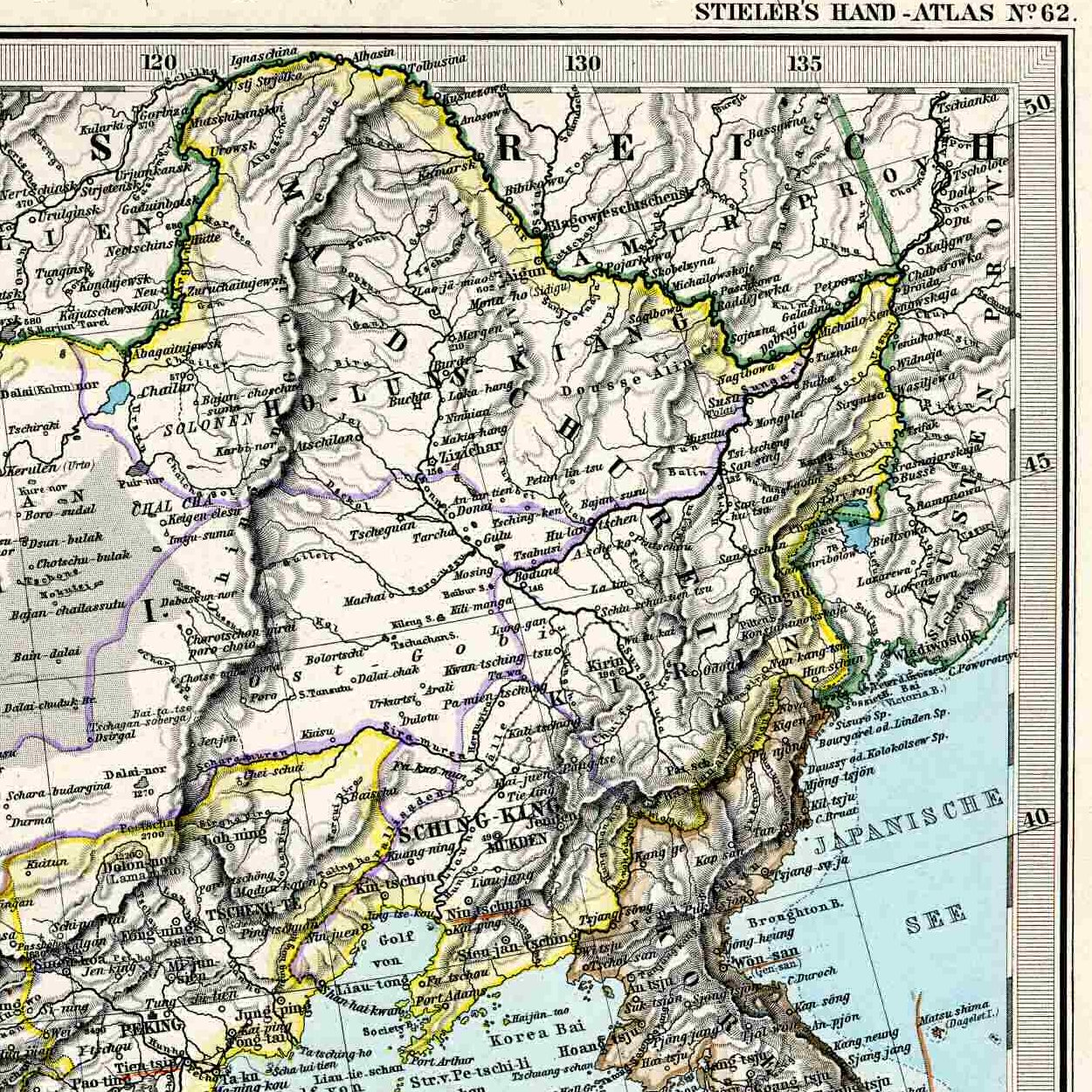

샤오싱안링산맥(소흥안령산맥, 중국어 간체자: 小兴安岭, 정체자: 小興安嶺, 병음: Xiǎoxīng'ānlǐng, 러시아어: Ма́лый Хинга́н, 몽골어: бага Хянган дабаа)은 중국 둥베이지방 북동부에 있는 산맥으로, 헤이룽장성 및 러시아의 아무르주와 유대인 자치주와 인접한 부분에 위치해있다.

## 위치
중국에서 샤오싱안링산맥은 북서쪽에서 남동쪽으로 뻗어있으며 눈강과 아무르강 계곡을 분리한다. 산맥은 러시아로 들어가는 부분에서 동쪽과 북동쪽으로 방향을 튼다. 아무르 강(헤이룽 강)은 중국과 러시아의 국경을 이루는 강으로 산맥이 교차하는 부분에서 협곡을 형성한다.
대(大)싱안링산맥의 북단부에서 갈라져서 헤이룽강[黑龍江]을 따라 뻗는 산맥으로, 남쪽으로 쑹화강[松花江] 연안의 저지를 사이에 두고 창바이[長白]산맥에 이어진다. 북부는 노년기 지형, 남부는 만장년기[晩壯年期] 지형을 보이며, 평균 해발고도는 북부에서 약 700 m, 남부에서 약 1,000 m이다.

## 특징
삼림자원이 풍부하여 북부에는 사할린소나무를 주로 하는 침엽수림, 남부에는 소나무 ·전나무 ·낙엽송 등 침엽수와 가래나무 등 활엽수가 섞인 수림이 무성하다. 북경46 ° 28 '에서 49 ° 21' , 동경 130 ° 14 '에서 127 ° 42'까지이며, 기후는 온 대륙성 기후이며 겨울에는 추위가 춥고 여름에는 굉장히 덥지만 짧다. 임업 자원이 풍부하며 중국의 주요 산림 지역 중 하나이며 동물 및 광물 자원도 풍부하여 중국의 주요 임업지구의 하나이다.
최고봉은 평정산(平頂山)이며 높이는 1429m이다.

## 같이 보기
- 다싱안링산맥(대흥안령산맥)